# NGC 1273
NGC 1273 is een lensvormig sterrenstelsel in het sterrenbeeld Perseus. Het hemelobject werd op 14 februari 1863 ontdekt door de Duits-Deense astronoom Heinrich Louis d'Arrest.

## Synoniemen
- PGC 12396
- MCG 7-7-59
- ZWG 540.99